# Bobby Walden
Robert Earl Walden (Boston, 9 marzo 1938 – Bainbridge, 27 agosto 2018) è stato un giocatore di football americano statunitense che ha militato nel ruolo di punter nella Canadian Football League (CFL) e nella National Football League (NFL).

## Carriera
Walden iniziò la carriera da professionista nella CFL, guidando la lega in punt, corse e ricezioni con gli Edmonton Eskimos. Nel 1964 passò ai Minnesota Vikings e nella prima stagione nella NFL guidò la lega in yard medie per punt con 46,4. Nel 1968 passò ai Pittsburgh Steelers con cui l'anno seguente fu convocato per il suo unico Pro Bowl. Con essi vinse due Super Bowl consecutivi nel 1974 e 1975.

## Palmarès

### Franchigia
- Super Bowl : 2

Pittsburgh Steelers: IX, X
- American Football Conference Championship: 2

Pittsburgh Steelers: 1974, 1975

### Individuale
- Convocazioni al Pro Bowl: 1

1969